# Litonotidae
Famille
Les Litonotidae sont une famille de Ciliés de la classe des Gymnostomatea et de l’ordre des Pleurostomatida.

## Étymologie
Le nom de la famille vient du genre type Litonotus, dérivé du grec ancien λιτός / litós, « simple, petit », et νῶτος / nôtos, forme alternative de νῶτον / nôton, qui, parmi plusieurs choses, signifie « partie arrière du corps », littéralement « arrière (du corps) frêle ».

## Description
Le genre type Litonotus a un corps comprimé latéralement, très allongé avec une région antérieure en forme de cou qui se courbe vers le bord dorsal. L’ouverture buccale est une fente située sur le bord convexe du « cou ». La ciliation est présente sur les deux faces latérales ; celle de la face droite forme des rangées longitudinales parallèles. Des cils plus longs sur la région du cou forment une sorte de « crinière ». Le macronoyau est souvent en deux parties sphériques avec un seul micronoyau coincé entre les deux. Une à plusieurs vacuoles contractiles sont présentes.

## Répartition
Les espèces de cette famille ont pu être observées un peu partout sur le globe et dans tous les milieux.

## Liste des genres
Selon GBIF (4 janvier 2023) :
- Acineria Dujardin, 1841
- Heminotus Kahl, 1933
- Lionotus Bütschli, 1889 : correction injustifiée du Litonotus de Wresniowski
- Liontous
- Litonotus Wresniowski, 1870 - genre type[3]

## Systématique
Le nom valide de ce taxon est Litonotidae Kent, 1882.